# هورنزبی بند (تگزاس)
هورنزبی بند (به انگلیسی: Hornsby Bend) یک منطقهٔ مسکونی در ایالات متحده آمریکا است که در تگزاس واقع شده‌است. هورنزبی بند ۴٫۴ کیلومتر مربع مساحت و ۶٬۷۹۱ نفر جمعیت دارد.